# Sông Shebelle
Sông Shebelle (tiếng Somalia: Webi Shabeelle, tiếng Amhara: እደላ) khởi nguồn từ cao nguyên Ethiopia, và chảy về hướng đông nam đến Somalia về phía thành phố Mogadishu. Gần Mogadishu, sông rẽ qấp khúc về hướng tây nam rồi chảy song song với bờ biển. Từ phần Mogadishu trở đi, mực nước sông tăng giảm theo mùa. Trong suốt nhiều năm, dòng sông bị khô cằn đoạn gần cửa sông Sông Jubba, chỉ khi trong những mùa mưa nặng hạt, dòng sông mới thật sự chảy đến Jubba và đổ ra biển.
Têu sông Shebelle bắt nguồn từ tiếng Somali Webi Shabeelle, có nghĩa là "Sông Báo gấm". Các vùng hành chánh của Somali như Trung Shebelle và Hạ Shabeelle được đặt theo tên con sông.